# Jodion
Jodion est un hameau belge de l’Entre-Sambre-et-Meuse faisant partie de la commune de Floreffe, dans la province de Namur en Région wallonne.
Avant la fusion des communes de 1977, Jodion faisait partie de la commune de Soye.

## Géographie

### Situation
Le hameau de Jodion se situe au nord du village de Soye. Il est principalement traversé par la rue pavée de la Basse-Sambre ainsi que par la rue Jules Brosteaux. Il est arrosé du sud au nord par le Ry des Miniats, un petit ruisseau affluent de la Sambre.

## Histoire
Par lettres du 2 octobre 1662, la seigneurie de Soye , située au pays de Namur, est érigée en baronnie, en y joignant celle de Jodion, au profit de François-Philippe d'Yve (famille d'Yve).

## Patrimoine
Située au centre de la localité, la chapelle Saint-Martin est un édifice classé daté à l'intérieur de 1629.